# 霍童镇
霍童镇是中国福建省宁德市蕉城区下辖的一个镇。霍童溪自西向东贯穿整个镇域。霍童镇是上游的周宁县、屏南县要去宁德市的必经之路，因此霍童镇的商业街遍布明清时代各种建筑。衢宁铁路在镇内设支提山站。
霍童线狮为第一批国家级非物质文化遗产。霍童线狮通过绳索操纵狮子表演各种动作，表演有单狮（雄）、双狮（一雄一雌）、三狮（一母二子）、五狮（ 一母四子）4种形式。

## 行政区划
霍童镇共辖1个居委会、24个行政村，分别是：
洞天社区、八斗村、柏步村、大石村、东岭村、凤桥村、后洋村、湖头村、霍童村、坑头村、后山村、梅溪村、上洋村、胜门村、石桥村、桃坑村、外表村、文湖村、吴松村、溪南村、小石村、兴贤村、邑坂村、郑厝村和枇杷洞村。

## 图集

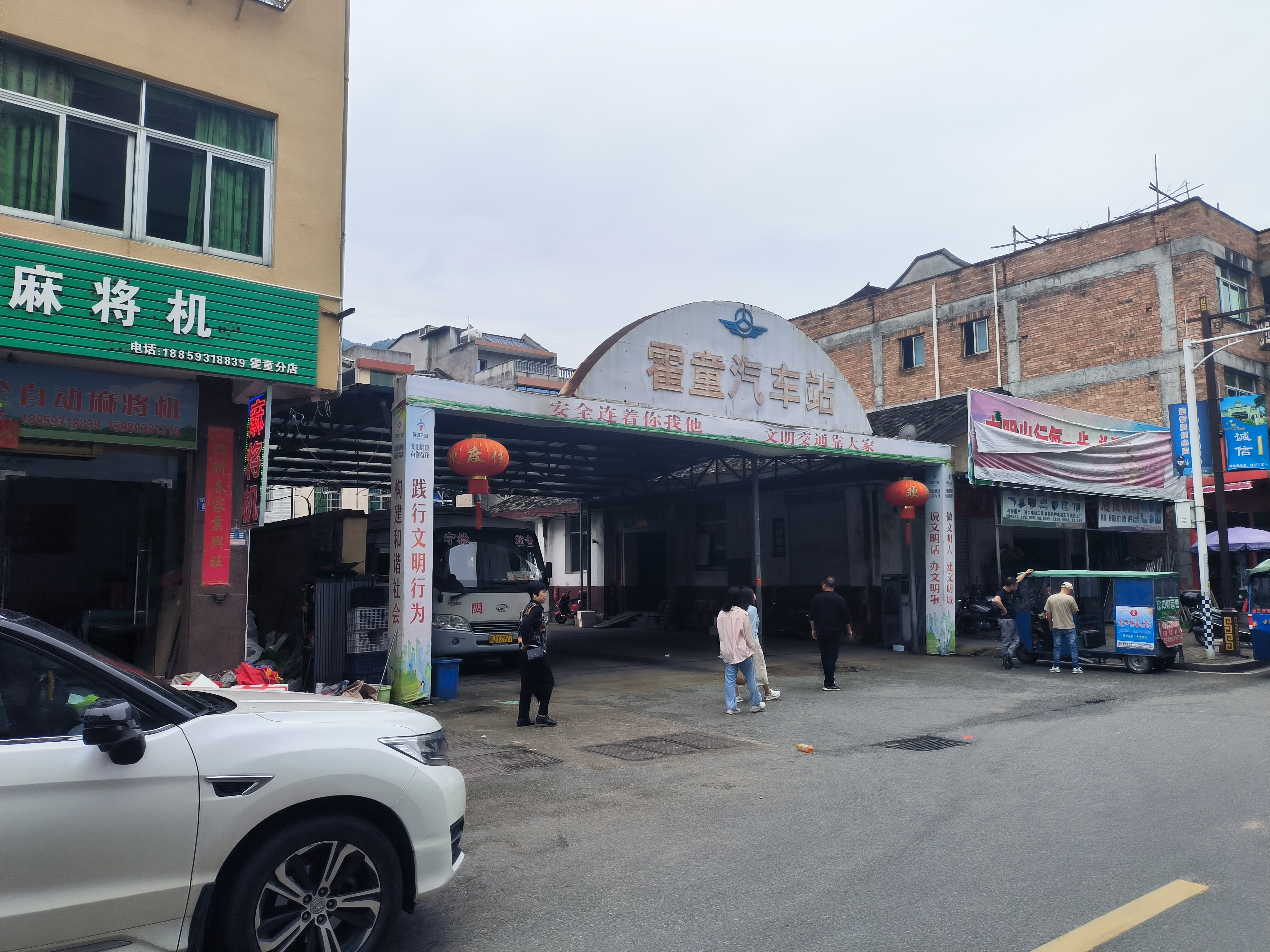
霍童镇区的汽车站
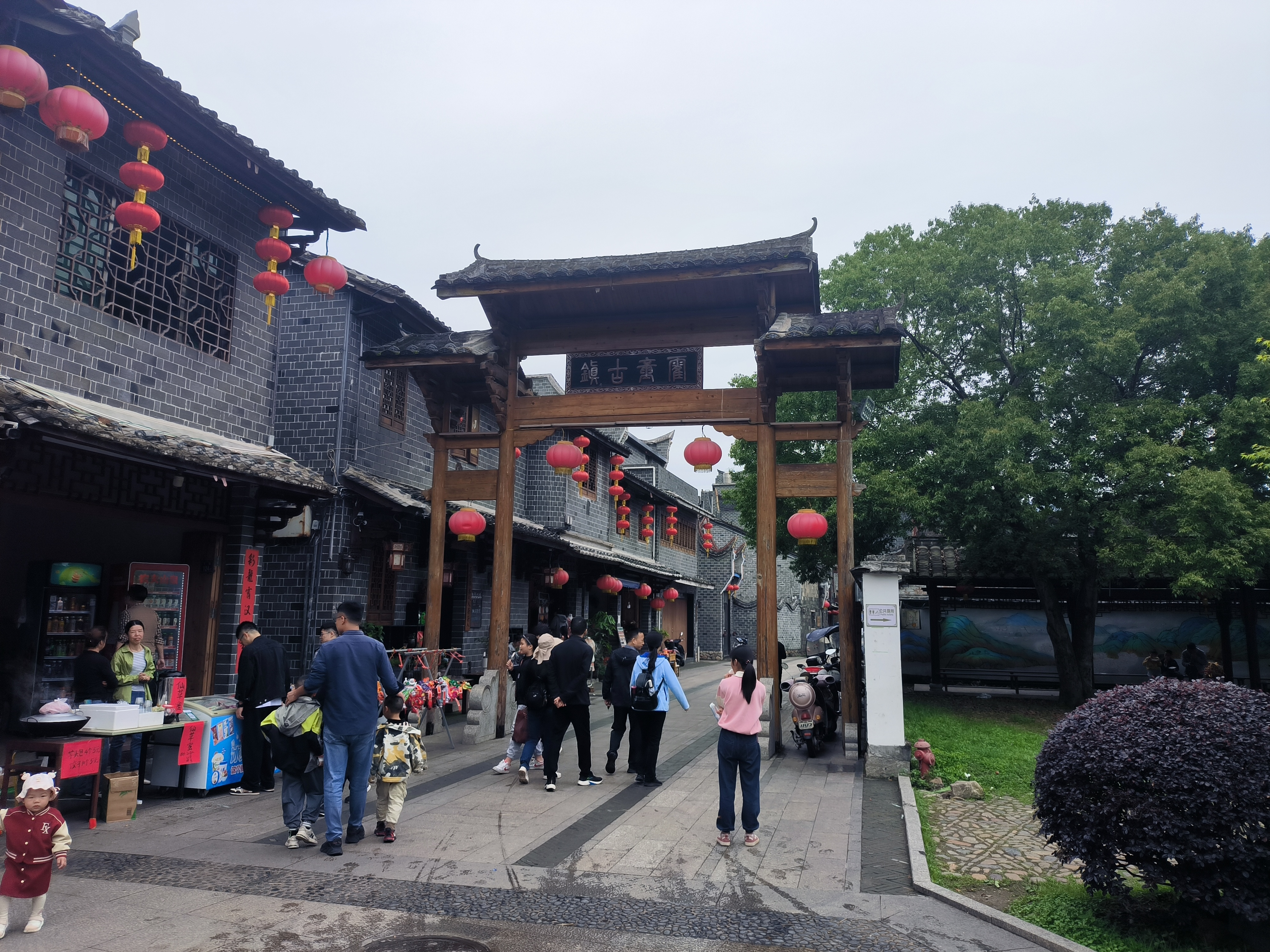
霍童古镇景区d大门
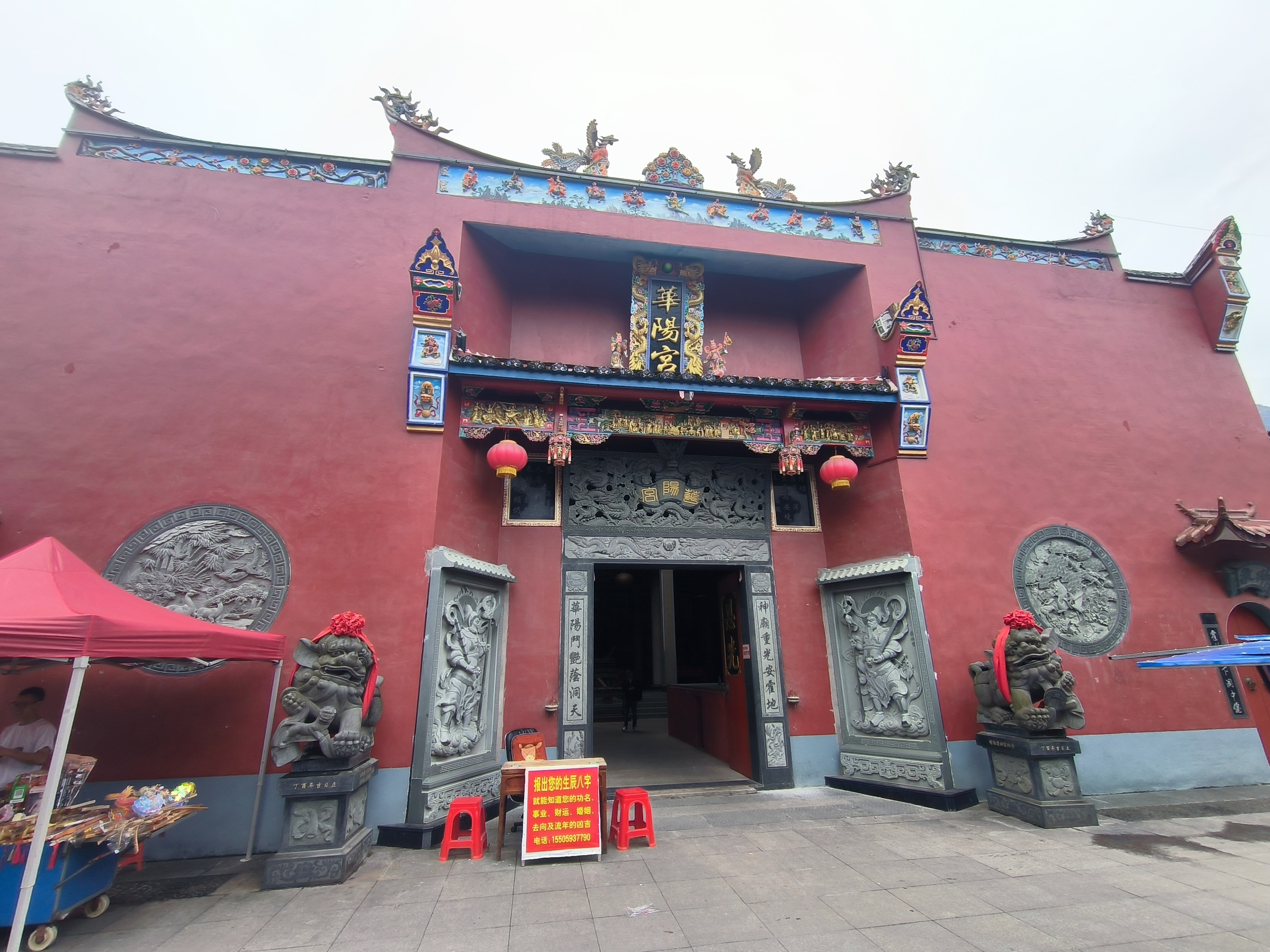
霍童镇内的华阳宫建筑
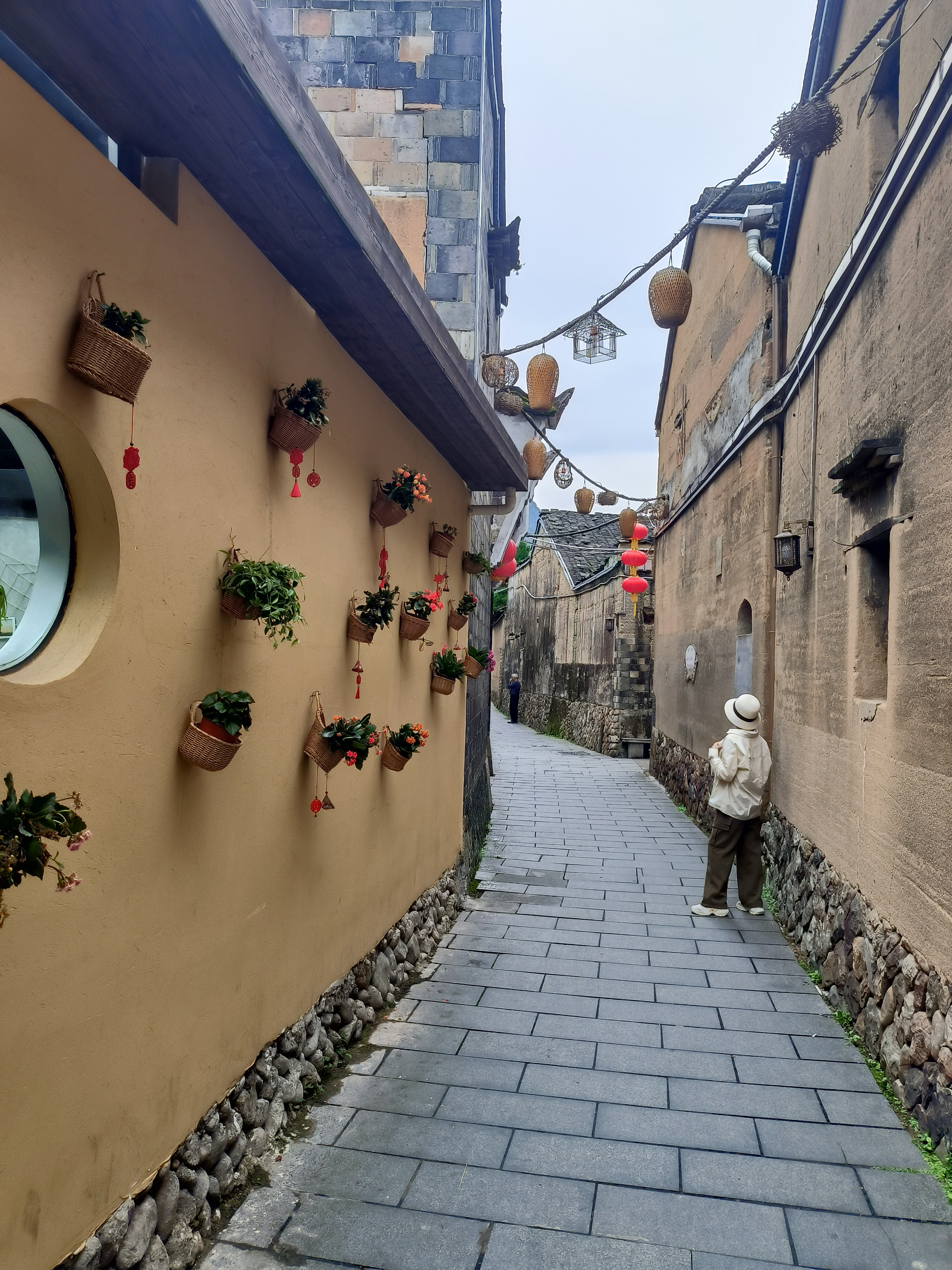
黄鞠故居内的石板路
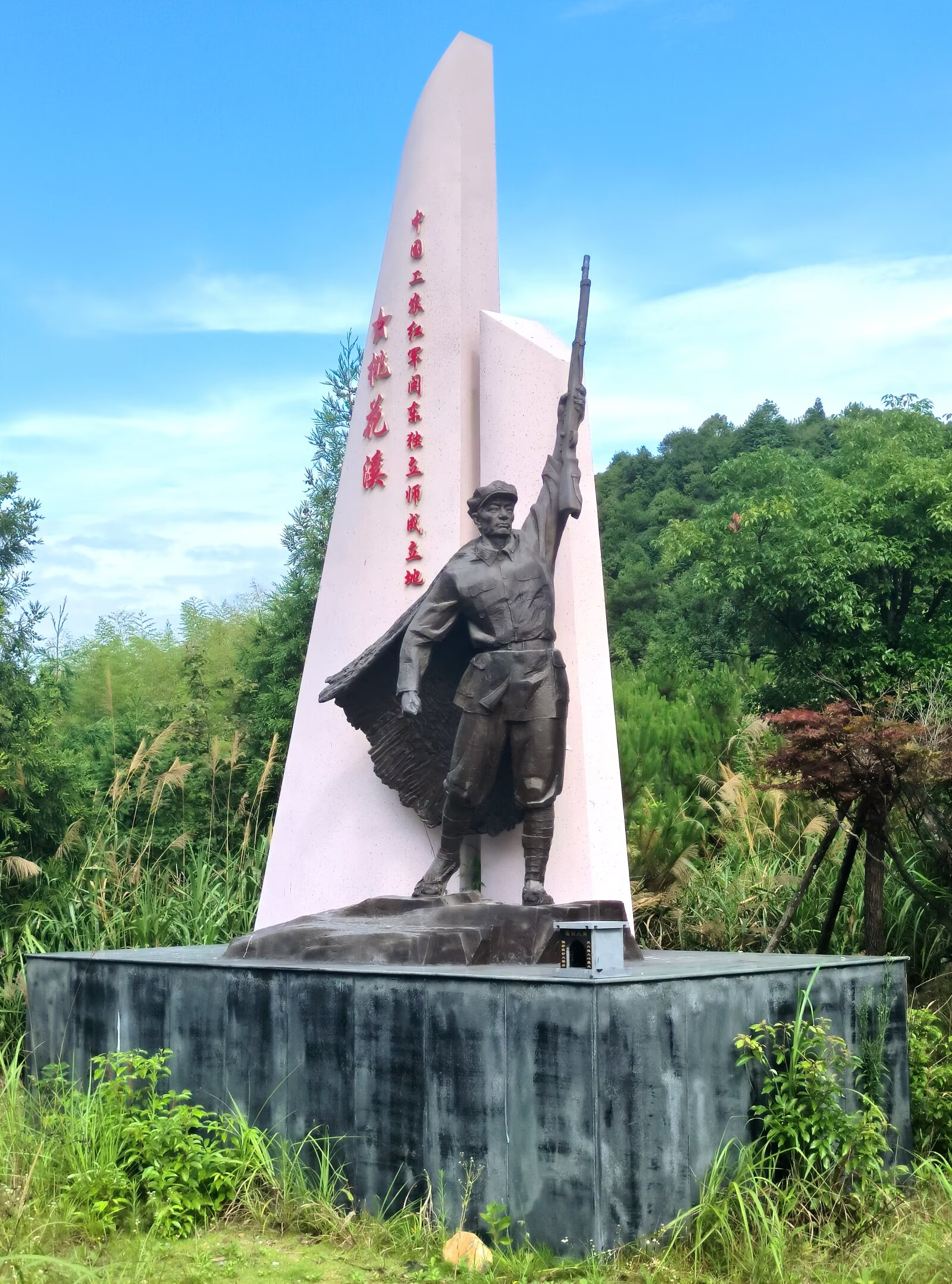
省级文保桃花溪革命旧址